# Mike King
Mike King, né le 30 juin 1969 à Washington, est un coureur cycliste américain spécialiste de BMX et de VTT de descente.
Il est intronisé au Temple de la renommée du cyclisme américain en 2013.

## Biographie
Mike King est le frère cadet de l'une des combinaisons de frères les plus connues de la course BMX : Eddy et Mike King. Des deux frères King, c'et Mike qui a eu la plus grande carrière en termes de titres nationaux et internationaux qu'il a remportés en tant qu'amateur et professionnel. Mike est sorti de l'ombre de son frère lorsqu'il a remporté son premier titre national en 1984. En 1987, il devient champion du monde de BMX, compétition organisée sous l'égide de l'IBMXF. Il pratique le BMX jusqu'en 2002.
En 1993, il s'est lancé dans le VTT de descente et a immédiatement connu le succès au cours de sa première année recrue en remportant les championnats nationaux de dual slalom et le titre convoité de champion du monde de descente à Métabief, en France. Après de multiples victoires internationales et nationales et des victoires en Coupe du monde, il prend sa retraite du cyclisme professionnel en 2005. 
En 2006, il est embauché par USA Cycling en tant que directeur du programme BMX et responsable de l'équipe américaine aux Jeux olympiques d'été de 2008 à Pékin et aux Jeux olympiques d'été de 2012 à Londres. Durant ces Jeux, la sélection américaine remporte trois médailles olympiques en BMX.
Mike a été intronisé au National BMX Hall of Fame en 1999 et au Temple de la renommée du cyclisme américain  en 2013. Il travaille ensuite pour la ville de Rock Hill en tant que superviseur de la piste de BMX Supercross. Il travaille également comme consultant et ambassadeur de plusieurs marques dans l'industrie du vélo.

## Palmarès en BMX

### Championnats du monde
- Orlando 1987
  -  Champion du monde de BMX

## Palmarès en VTT

### Championnats du monde
- Métabief 1993
  -  Champion du monde de descente
- Kirchzarten 1995
  -  Médaillé de bronze de la descente

### Coupe du monde
- Coupe du monde de descente
  - 1995 : 2e du classement général, une victoire sur la manche de Big Bear Lake, trois podiums
  - 1996 : 4e du classement général, deux podiums

- Coupe du monde de dual slalom
  - 1998 : 4e du classement général, une victoire sur la manche de Stellenbosch, trois podiums
  - 1999 : 4e du classement général, trois podiums
  - 2000 : 8e du classement général, un podium
  - 2001 : 6e du classement général

- Coupe du monde de four cross
  - 2002 : 3e du classement général, une victoire sur la manche de Maribor, deux podiums
  - 2003 : 3e du classement général, une victoire sur la manche de Grouse Mountain

### Championnats des États-Unis
- 1993
  -  Champion des États-Unis de dual slalom